# Stebljevek
Stebljevek – wieś w Słowenii, w gminie Kamnik. W 2018 roku liczyła 47 mieszkańców.